# 小貝尼格諾·阿基諾
小贝尼格诺·塞尔维利诺·“尼诺”·阿基诺（發音：[bɛˈniɡnɔʔ aˈkino]；1932年11月27日—1983年8月21日），華人地區常稱之為艾奎諾二世，20世紀菲律賓政治人物、反對派領袖，被譽為“菲律賓民主之父”。夫人柯拉蓉、獨子貝尼格諾分別擔任菲律賓第11任、第15任總統。

## 政治生涯
1954年，22歲的艾奎諾正式踏入政壇，獲選為鎮長，並於數年後當選擔任丹轆省副省長及省長，當時只有29歲。1965年，他則當選參議員。
1972年，菲律賓總統马科斯宣佈戒嚴，反對黨的艾奎諾與眾多政治人物及新聞記者，被捕入獄。不過艾奎諾仍於獄中展開抗爭。1975年4月4日，艾奎諾宣布絕食，以抗議軍事審判的不公正，直到1975年5月13日，抗議40天而導致其體重從54公斤降至36公斤。1977年被以顛覆等罪名判處死刑，最終並未執行。
1980年3月，因七年牢獄處境使其兩度心肌梗塞後，終於在美國干預下，獲馬可仕政府准許，與妻子兒女一同流亡美國保外就醫。艾奎諾在馬薩諸塞州開始新的生活。李登輝曾指出，艾奎諾流亡美國波士頓時，臺灣人劉介宙的家族也住在那裡，艾奎諾與劉介宙要好。:165
1980年代，由於臺灣與菲律賓在仍屬威權體制，因此與威權政府鬥爭的人士也曾彼此聯繫。:286據羅福全回憶，當時紐約為政治流亡人士的匯聚之地，除了艾奎諾外，亦有臺獨聯盟、韓國的金大中，當時他們與WUFI約定，誰先回國成功就要幫助另外兩國。:315-316

## 遇刺身亡

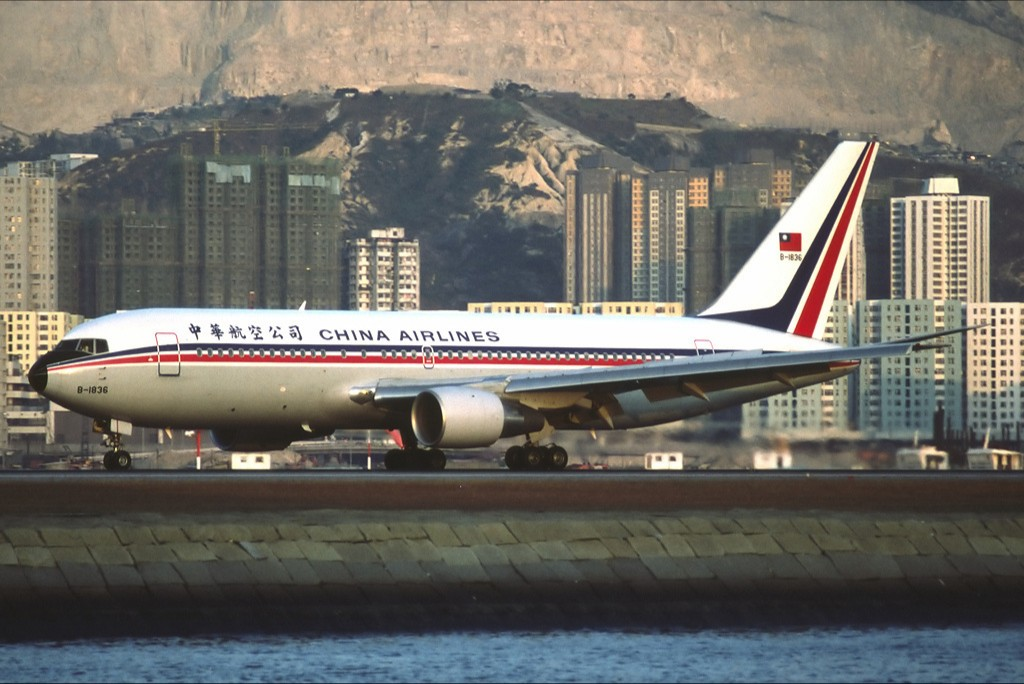
B-1836，艾奎諾所搭乘的中華航空公司班機（CI811）曾短暫停靠英屬香港啟德機場

流亡美國期間，艾奎諾仍不放棄回菲律賓的努力。1983年2月，當艾奎諾與蔡同榮受邀到費城附近的史瓦斯摩學院，演講亞洲的政治與人權。一同吃午、晚餐，艾奎諾就感嘆繼續留在美國不是辦法，應該回國奮鬥。:203
經過長期協調抗爭後，馬可仕被迫允許於1983年起恢復反對派活動，同意於1984年5月舉行議會選舉。1983年8月21日，艾奎諾終於在馬可仕保證其安全的情況下，獲得回菲律賓的機會，準備參加議會選舉，並經台灣搭乘中華航空公司班機（CI811）返回馬尼拉，抵達時步下飛機階梯時遭人開槍擊中頭部身亡，時年僅51歲。雖然機場警察隨即槍斃兇手，並拘捕了數名疑兇，但一般認為該謀殺為馬可仕政府暗中策劃。
羅福全指出，艾奎諾遇刺是臺北有人將艾奎諾的行程機密外洩致使。:316時任副總統的李登輝指出，當艾奎諾想回菲律賓無法回去時，他來臺灣住在圓山飯店，去找劉介宙，劉介宙與郝柏村關係要好，遂請郝柏村協助他回國，沒想到艾奎諾一到菲律賓就被槍殺。:165

## 身後
艾奎諾遭暗殺最終導致人民力量革命。因為媒體報導十分廣泛，艾奎諾暗殺事件成為國際焦點，並於菲律賓國內引發大量反對馬可仕政權的集會行動，原本銷聲匿跡的一些政黨又重新活躍在政治舞台上，馬可仕被迫解除了貝爾的武裝部隊總參謀長一職，馬可仕和貝爾在軍中的勢力被削弱。1985年11月馬可仕宣佈將於1986年2月7日提前舉行總統選舉。
1986年的菲律賓總統大選中，艾奎諾的妻子柯拉蓉獲得菲律賓反對派的一致推薦而參選總統。選舉過後，馬可仕又企圖舞弊，國民議會在馬可仕的壓力下卻宣佈馬可仕以150萬票的優勢當選，2月16日馬尼拉約有100萬人走上街頭舉行抗議集會。馬可仕與柯拉蓉都表示自己當選。最後由於副參謀總長菲德尔·拉莫斯的倒戈與百萬人民包圍馬拉干鄢宮的影響之下，一些高官紛紛提出辭職，2月22日晚，國防部長恩里萊宣佈脫離馬可仕政權，2月25日上午10時40分，艾奎諾夫人宣誓就任菲律賓總統，勞雷爾就任副總統，馬可仕也自行舉行了總統就職儀式，但深知大勢已去，遂慌忙向美國駐菲大使求援，美國政府用直升機把馬可仕夫婦接往克拉克基地，次日清晨流亡夏威夷。至此，柯拉蓉正式就任總統，結束了馬可仕長達20年對菲律賓的獨裁統治。
另一方面，艾奎諾遭暗殺後，馬可仕以華航載運禁止入境的艾奎諾為由，中止與中華民國政府的航約，臺方也隨即禁止菲籍班機降落所轄機場作為報復。但約一個月後，兩國又恢復航班。

## 家族
- 祖父：塞拉维亚诺·艾奎諾（1874－1959）
- 父：老班尼格諾·艾奎諾（1894－1947）
- 妻：艾奎諾夫人（Maria Corazon "Cory" Cojuangco Aquino，1933－2009），菲律賓第11任總統，亦是菲律賓及亞洲首位女總統，於1986年至1992年在任，為菲律賓民主之母。
- 女：埃琳娜·阿基诺-克鲁兹 (Maria Elena Aquino-Cruz)
- 女：奥罗拉·科拉松·阿基诺-阿贝拉达 (Aurora Corazon Aquino-Abellada)
- 子：艾奎諾三世（貝尼格諾·艾奎諾），菲律賓第15任總統。
- 女：维多利亚·法·阿基诺-迪 (Victoria Elisa Aquino-Dee)
- 女：克里斯汀娜·贝尔纳黛特·科朱安科·阿基诺（英语：Kris Aquino） (Kristina Bernadette Cojuangco Aquino)，菲律賓著名電視節目主持人和演員。